# Салі-Верчеллезе
Салі-Верчеллезе (італ. Sali Vercellese, п'єм. Sali) — муніципалітет в Італії, у регіоні П'ємонт, провінція Верчеллі.
Салі-Верчеллезе розташоване на відстані близько 510 км на північний захід від Рима, 60 км на північний схід від Турина, 7 км на південний захід від Верчеллі.
Населення — 121 особа (2014).
Щорічний фестиваль відбувається 23 травня. Покровитель — святий Дезидерій.

## Демографія
Населення за роками:

Станом на 1 січня 2023 року в муніципалітеті офіційно проживало 11 іноземців з 6 країн, серед них 1 громадянин країн Євросоюзу.

## Сусідні муніципалітети
- Ліньяна
- Саласко
- Верчеллі